# Quartier de la Madeleine
Das Quartier de la Madeleine ist das 31. der 80 Quartiers (Stadtviertel) von Paris im 8. Arrondissement.

Die Stadtviertel im 8. Arrondissement

## Lage
Der Verwaltungsbezirk im 8. Arrondissement von Paris wird von folgenden Straßen begrenzt: 
- Westen: Hier verläuft die Grenze etwas „zackig“ von der Rue la Boétie entlang der Rue du Faubourg Saint-Honoré zur Rue Jean Mermoz, von hier entlang der Rue Rabelais bis zur Avenue Matignon und zur Avenue Gabriel.
- Süden: Avenue Gabriel bis zum Place de la Concorde
- Osten: Ab dem Place de la Concorde entlang der Rue Saint-Florentin und der Rue du Chevalier de Saint-George, auf der anderen Seite des Boulevard de la Madeleine entlang der Rue Vignon bis zur Rue Tronchet und schließlich zur Rue du Havre.
- Norden: Rue la Boétie, Rue de la Pépinière über die Place Gabriel Péri weiter entlang der Rue Saint-Lazare bis zur Rue du Havre.

## Namensursprung
Das Viertel liegt westlich der Église de la Madeleine und wird daher nach ihr benannt.

## Sehenswürdigkeiten
- Palais de l’Élysée, Sitz des Président de la République française seit der Zweiten Französischen Republik
- Hôtel de Beauvau, Sitz des französischen Innenministeriums seit 1861
- Hôtel de Charost, Botschaft des Vereinigten Königreichs in Paris
- Botschaft der Vereinigten Staaten in Paris
- Square Louis XVI
- Église de la Madeleine
- Théâtre de la Madeleine